# Вірус гепатиту E
Вірус гепатиту E (англ. hepatitis E virus, HEV) — РНК-вмісний вірус, який спричинює гепатит E.
Виявлений у 1980-х роках вірус гепатиту Е схожий на вірус гепатиту A (HAV). Передається так само, як і HAV, і він також спричинює лише гостру інфекцію. Однак наслідки інфекції HEV є більш серйозними, ніж наслідки HAV, і смерть є більш поширеною. Ризик гострої печінкової недостатності від інфекції HEV особливо великий для вагітних. У менш розвинених країнах, включаючи Мексику, Індію та країни Африки, HEV є відповідальним за поширені епідемії гепатиту, які виникають у результаті вживання зараженої води або їжі.

## Біологія
Передача інфекту від людей, інфікованих під час епідемій, до приматів, зокрема макаки cynomolgus і rhesus, стали джерелом для вивчення в лабораторіях. Віріони можна розпізнати в калі з використанням імунної електронної мікроскопії, методики, в якій вірусні частинки візуалізуються після їх агрегації антитілами.

## Властивості
Геном представлений однонитковою РНК. Геном містить три відкриті рамки зчитування. Найбільша, ORF-1, кодує неструктурні білки, відповідальні за реплікацію вірусу. Геном дуже близький до такого у вірусу краснухи. ORF-2 містить гени, що кодують капсид. Функція ORF-3 невідома, але були ідентифіковані антитіла, спрямовані проти епітопів ORF-3.
Вірус ікосаедричний і безоболонний. Він має діаметр приблизно 34 нанометри і містить один ланцюг РНК завдовжки приблизно 7,5 кілобази. Ідентифіковано п'ять генотипів HEV і 24 підтипи. Генотипи 1 і 2 вважаються вірусами людини (антропонозними); тоді як генотипи 3 і 4 є зоонозними і були виділені від людей і тварин (наприклад, свиней, кабанів, оленів). У 2009 році у диких щурів був ізольований штам HEV, генетично відмінний від 4-х вищеназваних генотипів, який, ймовірно, є 5-м генотипом цього вірусу, який в основному уражає дромадерів (одногорбий верблюд).
Вірус порівняно нестійкий у зовнішньому середовищі, досить добре зберігається при температурі -20 °С і нижче, проте, зберігання при температурах вище 0°С і особливо послідовне заморожування-відтаювання веде до швидкого руйнування вірусу. Гине при кип'ятінні, під впливом антисептиків, чутливий до впливу хлор- або йодовмісних дезінфектантів, а також високої концентрації солі, під впливом ферментів швидко руйнується в екскрементах. Кількість вірусу після виділення через фекалії невисока, що узгоджується з невисокою кількістю випадків вторинного поширення під час епідемій. Досить тривало зберігається в прісній воді, що пояснює той факт, що вода є основним фактором передачі інфекції.

## Вакцинація
Рекомбінантна вакцина проти вірусу гепатиту E розроблена і проходить клінічні випробування.